# Tantilla sertula
Tantilla sertula är en ormart som beskrevs av Wilson och Campbell 2000. Tantilla sertula ingår i släktet Tantilla och familjen snokar. Inga underarter finns listade i Catalogue of Life.
Arten är känd från en enda individ som upptäcktes 1978 i delstaten Guerrero i sydvästra Mexiko. Exemplaret hittades vid 150 meter över havet. Fyndplatsen var en lövfällande skog. Det antas att Tantilla sertula liksom andra släktmedlemmar gräver i lövskiktet. Honor lägger antagligen ägg.
Det är inget känt om populationens storlek och möjliga hot. IUCN kategoriserar arten globalt som otillräckligt studerad.